# Antonio Cotán
Antonio Jesús Cotán Pérez (Olivares, 19 settembre 1995) è un calciatore spagnolo, centrocampista svincolato.